# Использование психиатрии в политических целях в СССР
Использование психиатрии в политических целях в СССР (карательная психиатрия в СССР) — практика борьбы советских властей с диссидентами и правозащитниками, заключавшаяся в злоупотреблении психиатрическим диагнозом, лечением и содержанием в изоляции. Вынесение психиатрического диагноза позволяло властям избегать гласного судебного процесса над инакомыслящими, отправляя их в психиатрические больницы без суда и на неопределённый срок. Кроме того, объявление несогласных психически больными позволяло властям уходить от вопроса о политических заключённых.
По определению психиатра, президента Ассоциации психиатров Украины бывшего диссидента и политзаключённого Семёна Глузмана, злоупотреблением психиатрией, в том числе и в политических целях, является, в частности, умышленная экскульпация (признание невменяемыми) граждан, по своему психическому состоянию не нуждающихся ни в психиатрических мерах стеснения, ни в психиатрическом лечении. По определению всемирной организации «Глобальная инициатива в психиатрии»), под использованием психиатрии в политических целях понимается злоупотребление психиатрическим диагнозом, лечением и содержанием в изоляции в целях ограничения фундаментальных прав человека для определённых лиц или групп в обществе.
В СССР имели место систематические злоупотребления психиатрией в политических целях. На протяжении XIX века в России отмечены лишь единичные случаи использования психиатрии в политических целях, единичными такие случаи были и в первые годы существования советского государства. Намного более частый характер политические злоупотребления психиатрией приобрели в 30—50-х годах XX века, однако лишь в 1960-х годах психиатрия стала одним из главных инструментов репрессий в СССР.
Психиатрия брежневского периода использовалась как орудие для устранения политических оппонентов (диссидентов) — людей, открыто выражавших взгляды, противоречащие официально декларируемым догмам. Политические злоупотребления психиатрией в СССР получили осуждение мировым психиатрическим сообществом:330, что привело к выходу Всесоюзного научного общества невропатологов и психиатров из Всемирной психиатрической ассоциации в 1983 году.
Систематическое использование психиатрии в политических целях в СССР прекратилось в конце 1980-х годов, и в начале XXI века в России и других бывших советских республиках отмечаются лишь отдельные случаи такого рода.

## Предыстория. 1920—1950-е годы
На протяжении первых лет существования СССР было несколько единичных попыток использовать психиатрию в политических целях. Самым примечательным случаем такого рода стал случай одного из лидеров Партии левых социалистов-революционеров Марии Спиридоновой, заключённой в Пречистенскую психиатрическую больницу по приказу Дзержинского в 1921 году.
Политические злоупотребления психиатрией участились в 1930-х годах. В политических целях использовалась первая тюремная (специальная) больница в СССР — Казанская тюремная психиатрическая больница НКВД СССР. По некоторым данным, в ней содержалось как множество лиц, страдавших психическими расстройствами, так и множество людей без психических нарушений. Существовало ещё несколько тюремных психиатрических больниц в 1940—50-е годы, к которым относились, в частности, созданная в 1951 году в здании бывшей женской тюрьмы (рядом со знаменитыми «Крестами») Ленинградская ТПБ; тюремно-психиатрическое отделение Бутырской тюрьмы; тюремно-психиатрическая больница в районе города Томска.
В тюремных психиатрических больницах в сталинское время и первые послесталинские годы находились, в частности, заключённые туда по политическим причинам А. Г. Гойхбарг, первый президент Эстонии Константин Пятс, известный партийный работник С. П. Писарев, генерал КГБ СССР Павел Судоплатов (участвовавший в репрессиях в сталинское время и в середине 1950-х годов симулировавший психическое заболевание, чтобы уйти от ответственности), двоюродный брат первого секретаря Израильской коммунистической партии Микунис, бывший начальник штаба ВМС адмирал Л. М. Галлер, знаменитый советский инженер и авиаконструктор А. Н. Туполев.
В 1955 году С. П. Писарев, подвергшийся репрессиям за критику КГБ в связи с так называемым делом врачей, начал после своего освобождения кампанию против политических злоупотреблений психиатрией. Он добился назначения специальной комиссии ЦК Компартии, которая пришла к выводу, что злоупотребления действительно имели место, и подтвердила высказанные Писаревым обвинения в постановке ложных диагнозов, привёдшей к тому, что психически здоровые люди подвергались изоляции в тюремных психиатрических больницах. В результате сотни здоровых людей были выпущены из больниц, а виновники их диагнозов отстранены от дел. Однако впоследствии отстранённые комиссией врачи и администраторы вернулись на свои места, участники комиссии — удалены под разными предлогами из аппарата ЦК, а практика госпитализации инакомыслящих, не страдающих психическими заболеваниями, продолжилась.

## Основной период. 1960—1980-е годы

### Юридическая ситуация
В октябре 1960 года Верховный Совет РСФСР принял Уголовный кодекс РСФСР, заменивший собой Уголовный кодекс 1926 года. Для осуждения диссидентов использовалось более 40 статей УК РСФСР, при этом в республиканских УК менялся лишь номер статьи, но содержание было идентичным. Самой «употребительной» статьёй, по которой проходили диссиденты, в УК РСФСР 1960 года была статья 70 УК «Антисоветская агитация и пропаганда».
Статья УК 64 «Измена Родине», содержащая упоминание о «бегстве за границу или отказе возвратиться из-за границы в СССР», позволяла подвергнуть репрессиям, в частности, тех, кто пытался эмигрировать за границу. Благодаря статье 72 «Организационная деятельность, направленная к совершению особо опасных государственных преступлений, а равно участие в антисоветской организации» в заключении оказывались члены организаций (в том числе социалистических и коммунистических), созданных не по указанию властей, а по инициативе рядовых граждан. Лица, осуждённые по статьям 70, 64 и 72, нередко оказывались в психиатрических больницах.
В 1966 году был издан Указ Президиума Верховного Совета РСФСР «О внесении дополнения в Уголовный Кодекс РСФСР», дополнявший ряд статей, использовавшихся для осуждения диссидентов, статьями 190.1, 190.2, 190.3 следующего содержания:
- статья 190.1 — «Распространение заведомо ложных измышлений, порочащих советский государственный и общественный строй»;
- статья 190.2 — «Надругательство над Государственным гербом или флагом»;
- статья 190.3 — «Организация или активное участие в групповых действиях, нарушающих общественный порядок».

Статью 190.1 имели в деле многие заключённые специальных психиатрических больниц.
В УК РСФСР 1926 года существовала статья 148, согласно которой «помещение в больницу для душевнобольных заведомо здорового человека из корыстных или личных целей» должно было наказываться лишением свободы на срок до трёх лет. В УК РСФСР 1960 года аналогичной статьи уже не было, её (статью 126.2 УК РСФСР) ввели лишь 5 января 1988 года.
Как отмечает историк-архивист, консультант Комиссии по реабилитации жертв политических репрессий при Президенте РФ А. Прокопенко, объявление неугодных людей невменяемыми позволяло без привлечения внимания мировой общественности и связанного с этим шума изолировать их в психиатрических больницах. При этом можно было заявлять, что в СССР исповедуется самая либеральная концепция права, поскольку правонарушитель в подобных случаях рассматривается скорее как больной, которого следует лечить, чем как преступник, подлежащий уголовному наказанию.
Кроме политических статей, к инакомыслящим, в том числе и помещавшимся в психиатрические больницы, порой применялись и уголовные статьи — например, статья 209 «Систематическое занятие бродяжничеством или попрошайничеством»; обвинение в «хулиганстве», «паразитизме», «участии в незаконной торговле». Использование уголовных статей было ещё одним способом избежать широкого общественного резонанса, который в ряде случаев получали политические дела.
Принудительные меры медицинского характера (помещение лиц, обвинённых по уголовным и политическим статьям и признанных невменяемыми, в психиатрические больницы) в РСФСР официально регулировалось статьями 11, 58—61 Уголовного кодекса 1960 года, статьями 403—413 Уголовно-процессуального кодекса и подзаконными нормативными актами (инструкциями). В статье 58 УК РСФСР указывалось:
К лицам, совершившим общественно опасные деяния в состоянии невменяемости или совершившим такие деяния в состоянии вменяемости, но заболевшим до вынесения приговора или во время отбывания наказания душевной болезнью, лишающей их возможности отдавать себе отчёт в своих действиях или руководить ими, судом могут быть применены следующие принудительные меры медицинского характера:
1. помещение в психиатрическую больницу общего типа;
2. помещение в психиатрическую больницу специального типа.

Существовал и другой вариант развития событий — госпитализация без возбуждения уголовного дела, в рамках медицинских нормативных положений. В 1961 году вступила в действие «Инструкция по неотложной госпитализации психически больных, представляющих общественную опасность», утверждённая Минздравом СССР (от 10 октября 1961 года 04—14/32). Она фактически придала законность внесудебному лишению свободы и насилию над здоровьем людей по произволу власти; применялась в случаях, когда любые законные основания для ареста отсутствовали либо же когда власти стремились избежать судебного процесса, могущего привлечь внимание общественности. В дальнейшем эта инструкция переиздавалась (для внутриведомственного пользования) с незначительными изменениями.
Госпитализированный в соответствии с «Инструкцией по неотложной госпитализации…» человек мог пробыть в психиатрическом стационаре сколь угодно долго. В инструкции отсутствовало право госпитализируемого человека на защиту, пользование услугами адвоката и периодический пересмотр решений о недобровольной госпитализации.

### Расширение сети психиатрических больниц
В советской психиатрии этого периода преобладала направленность на строительство всё большего количества психиатрических больниц. Так, если в 1935 году на территории СССР функционировало 102 психиатрических больницы с 33 772 койко-местами, то в 1955 было уже около 200 психбольниц со 116 тысячами коек, а в период с 1962 по 1974 год количество койко-мест психиатрических лечебниц возросло с 222,6 до 390 тысяч.
29 апреля 1969 года председатель КГБ СССР Ю. В. Андропов направил в ЦК КПСС проект плана расширения сети психиатрических больниц и предложения по усовершенствованию использования психбольниц для защиты интересов советского государства и общественного строя. Кроме того, принимались и соответствующие закрытые постановления ЦК партии и Совета Министров.
Специальные (тюремные) психиатрические больницы (в сокращении — СПБ, ТПБ) были созданы в 1930-х годах по инициативе А. Вышинского. С начала 1960-х годов создавалась широкая и постоянно растущая сеть тюремных психиатрических больниц. Динамика их строительства в 1960-е годы выглядела следующим образом:
- 1961 год — Сычёвская ТПБ (Смоленская область)[21];
- 1964 год — Благовещенская ТПБ (Амурская область)[21];
- 1965 год — Черняховская ТПБ (Калининградская область) и Костромская ТПБ (Костромская область)[21];
- 1966 год — Минская СПБ[30];
- 1968 год — Днепропетровская СПБ[30];
- 1970 год — Орловская СПБ[30].

Также производилось расширение площадей больниц, в связи с чем увеличивался уровень их заполнения. Например, в 1956 году в Казанской и Ленинградской ТПБ был отмечен самый низкий уровень заполнения — соответственно 324 и 384 больных, а к 1970 году он вырос более чем в 2 раза: 752 больных в Казанской и 853 в Ленинградской. Общее число находящихся на излечении в психиатрических больницах специального типа МВД СССР в 1968 году, по архивным данным, составляло 2465 человек, а к концу 1979 года оно выросло более чем в 2,5 раза и составило 6308 человек. В 1986 году только в шести крупнейших специальных психиатрических больницах МВД СССР — Казанской, Ленинградской, Орловской, Сычёвской, Черняховской, Благовещенской — находились в заключении 5329 человек.
По словам доктора исторических наук Л. А. Королёвой, к середине 1980-х было известно о существовании 11 психбольниц специального типа, в число которых входили Днепропетровская, Казанская, Ленинградская, Минская, Орловская, Сычёвская, Черняховская, два «спецсанатория» в Киевской и Полтавской областях и др. Однако Жак Росси в книге «Справочник по ГУЛАГу» упоминает, что к концу 1970-х гг. в СССР было уже около сотни «психотюрем»; кроме собственно «психотюрем», во многих больницах Министерства здравоохранения имелись камеры в распоряжении органов госбезопасности или внутренних дел. По данным М. Я. Геллера, всего на территории Советского Союза действовало 83 режимных психиатрических учреждения для содержания политзаключённых, из них 17 в Москве и Подмосковье.
Доктор исторических наук Г. Чернявский пишет, что наиболее известными среди «психотюрем и тюрем с психотделениями» были больница при Институте им. Сербского, Новослободская и Бутырская тюрьмы, тюрьма «Матросская тишина» (все в Москве и под Москвой), психиатрическая больница в городе Белые Столбы Московской области, психотделение тюрьмы «Кресты» и больница им. И. И. Скворцова-Степанова в Ленинграде, больницы и тюрьмы в Днепропетровске, Казани, Калинине, Черняховске, Алма-Ате, Ташкенте, Великих Луках, Запорожье, Челябинске, Кишинёве, Минске, Орле, Полтаве, Киеве (Дарница), Риге и других местах.
Психиатрические больницы специального типа являлись учреждениями закрытого типа и находились в ведении МВД СССР — юридически и фактически бесконтрольные со стороны врачебного сообщества в целом. Фактически же все СПБ были в подчинении 5-го управления Комитета госбезопасности, и поэтому все санкции по отношению к заключённым на «излечение» диссидентам применялись с ведома КГБ.

### Используемые диагнозы
В практике применения карательной психиатрии чаще всего применялись диагностические «маски» «сутяжно-паранойяльного развития личности» и «вялотекущей шизофрении». Остальные диагнозы диссидентам почти не выставлялись (в частности, инакомыслящим, никогда не проявлявшим психотической симптоматики и впоследствии признанным психически здоровыми, в редких случаях ставился диагноз параноидная шизофрения). Особенно часто для обоснования невменяемости диссидентов использовали диагноз вялотекущей (малопрогредиентной) шизофрении:18.

#### Вялотекущая шизофрения
Часто высказывается мнение, что именно расширительные диагностические критерии вялотекущей шизофрении, продвигаемые А. В. Снежневским и другими представителями московской школы, обусловили использование этого диагноза в репрессивных целях:259.
Российский психиатр Николай Пуховский называл концепцию мягкой (вяло, медленно и незаметно текущей) шизофрении мифологизированной и указывал на то, что увлечение ею российских психиатров совпало с правовым дефицитом, который позволил государству использовать этот диагноз в целях политических репрессий:259.
Известный украинский психиатр и правозащитник президент Ассоциации психиатров Украины Семён Глузман отмечал, что в 1960-е годы многообразие советских психиатрических школ и направлений сменилось диктатом школы академика Снежневского, постепенно ставшим абсолютным: альтернативная диагностика преследовалась. Этот фактор способствовал массовым злоупотреблениям в психиатрии, частому использованию в судебной и внесудебной психиатрической практике диагноза «вялотекущая шизофрения» и выставлению его политическим инакомыслящим. По словам украинского судебного психиатра, кандидата медицинских наук Ады Коротенко, расплывчатые диагностические критерии данной нозологической единицы, отсутствие стандартов диагностики и действие в СССР собственной классификации форм шизофрении позволяли укладывать в рамки болезни индивидуальные личностные проявления и признавать душевнобольными практически здоровых людей:18,46.
Известный петербургский врач-психиатр, доктор медицинских наук, профессор Юрий Нуллер отмечал, что концепция школы Снежневского привела к крайнему расширению диагностики вялотекущей шизофрении и тому вреду, который оно принесло. Ю. Л. Нуллер добавляет, что в рамках концепции вялотекущей шизофрении любое отклонение от нормы (по оценке врача) можно рассматривать как шизофрению, со всеми вытекающими для обследуемого последствиями, что создаёт широкую возможность для вольных и невольных злоупотреблений психиатрией. Однако ни А. В. Снежневский, ни его последователи, как утверждает Нуллер, не нашли в себе гражданского и научного мужества пересмотреть свою концепцию, явно зашедшую в тупик.
Американский психиатр Уолтер Райх отмечал, что в связи с характером политической жизни в Советском Союзе и социальных стереотипов, сформированных этой жизнью, нонконформистское поведение там действительно кажется странным и что в связи с характером диагностической системы Снежневского эта странность в некоторых случаях стала квалифицироваться как шизофрения. По мнению Райха, во многих и, возможно, в большинстве случаев, когда выставлялся такой диагноз, не только КГБ и иные ответственные лица, но и сами психиатры действительно полагали, что диссиденты больны.
Известные австралийский психиатр С. Блох и американский политолог П. Реддауэй называли Г. В. Морозова, Д. Р. Лунца и А. В. Снежневского:219 среди ключевых фигур, возглавлявших использование психиатрии в целях подавления свободомыслия в Советском Союзе, отмечая при этом, что именно Снежневский ввёл новое толкование болезни, давшее возможность рассматривать идеологическое инакомыслие в качестве симптома тяжёлого психического расстройства:220. Также С. Блох и П. Реддауэй упоминали, что сторонники других направлений в советской психиатрии (главным образом представители киевской и ленинградской школы) длительное время решительно выступали против концепции Снежневского и связанной с этой концепцией гипердиагностики шизофрении; на протяжении 1950—60-х годов представители ленинградской школы психиатрии отказывались признавать шизофрениками диссидентов, которым был выставлен диагноз вялотекущей шизофрении в Москве.
Французский историк психиатрии Ж. Гаррабе отмечал, что диагноз «вялотекущей шизофрении» не соответствует критериям шизофрении, принятым на Западе, и что пациенты, которым был выставлен этот диагноз представителями московской школы психиатрии, не рассматривались как шизофреники психиатрами в западных странах на основании принятых там диагностических критериев, вскоре официально закреплённых на международном уровне в МКБ-9.
Также диагноз «вялотекущей шизофрении» применялся карательной системой в случаях, когда обвиняемые отрицали вину, не сотрудничали со следствием или системе было неудобно приговаривать правозащитников к тюремному заключению.
Писатель В. Буковский и психиатр С. Глузман приводят[почему?] слова профессора Тимофеева, писавшего, что инакомыслие может быть обусловлено болезнью мозга, когда патологический процесс развивается очень медленно, мягко, а другие его признаки до определённого времени, иногда до совершения криминального поступка остаются незаметными.
Согласно советскому справочнику по психиатрии, «все больные шизофренией должны находиться на учёте в психоневрологическом диспансере». Таким образом, хотя вялотекущая шизофрения является нетяжёлым расстройством, лица, получившие этот диагноз, подвергались постановке на учёт в ПНД. Далее, «в неотложной госпитализации в соответствии со специальной инструкцией Министерства здравоохранения СССР нуждаются больные шизофренией, которые вследствие особенностей клинической картины (бред, императивные галлюцинации, возбуждение различного типа, гебоидные состояния с асоциальным поведением, депрессии с суицидальными тенденциями и др.) представляют социальную опасность для окружающих или самих себя». Поэтому, если психиатр трактовал какую-то общественно-политическую самодеятельность как проявление бреда или как «гебоидное состояние с асоциальным поведением», такая трактовка могла автоматически повлечь за собой недобровольную госпитализацию.

#### Сутяжно-паранойяльное развитие личности
Сутяжно-паранойяльное развитие личности советскими психиатрами выделялось в качестве одной из разновидностей патологического развития психопатической личности и предполагало возникновение после реальных психических травм (в частности, конфликтных ситуаций) паранойяльных реакций, из которых, как утверждалось, впоследствии формируется стройная система бреда: доминирующая идея сменяется сверхценной и наконец — бредовой. С. Глузман и В. Буковский отмечали, что сутяжно-паранойяльное развитие личности оказалось весьма удобным диагнозом для психиатрического репрессирования инакомыслящих: те или иные проявления нонконформистского мышления и поведения (например, недовольство «освобождением» человека от занимаемой должности после подписания им «заявления протеста»; суждение об оккупации Чехословакии или об отсутствии в СССР демократических свобод) легко могли быть диагностированы как «бред сутяжничества» либо же «бред реформаторства» в рамках паранойяльного развития личности.
Под понятием «бред сутяжничества», по утверждениям С. Глузмана и В. Буковского, могли подразумеваться убеждение инакомыслящего (якобы не соответствующее действительности), что личные права индивида нарушаются, попираются, либо написание им многочисленных жалоб и заявлений с требованием восстановить «справедливость». Известными судебно-медицинскими экспертами прямо высказывались утверждения, будто бы идеи борьбы за правду и справедливость наиболее часто формируются именно у личностей паранойяльной структуры, утверждения, что судебные заседания лицами с сутяжно-паранойяльным состоянием могут использоваться в качестве трибуны для речей и обращений, и т. п.
А. Коротенко упоминает, что к людям, обладавшим паранойяльным складом личности, относили, следуя мнению А. В. Снежневского, «фанатиков правды», убеждённых в правоте своих взглядов:46. Как паранойяльное развитие трактовались присущие диссидентам уверенность в своей правоте, потребность в справедливости, обострённое реагирование на ситуацию, унижающую человеческое достоинство:79.
По утверждению С. Глузмана, сам по себе диагноз паранойяльного развития личности ещё не означает необходимости признания лица, которому инкриминируется совершение правонарушения, невменяемым: у лиц, совершивших общеуголовные деликты, диагностирование этого расстройства почти никогда не приводило к экскульпации и последующему принудительному лечению. Согласно официальной статистике Института судебной психиатрии, вменяемыми признавали 95,5 % правонарушителей, которым был выставлен этот диагноз. Однако выставление диагноза сутяжно-паранойяльного развития диссидентам, как отмечает С. Глузман, почти всегда приводило к признанию их невменяемыми. Аналогичным образом невменяемыми обычно признавались и диссиденты, которым была диагностирована вялотекущая шизофрения, — невзирая на слабую очерченность диагностических критериев, предполагавших невыраженность, стёртость симптоматики, не мешающей успешной адаптации в социум, профессиональной и творческой реализации.
Известный психиатр В. Я. Гиндикин в книге «Лексикон малой психиатрии» упоминал, что недобросовестное использование диагноза «сутяжно-паранойяльное развитие личности» в репрессивных целях во время эпохи застоя привело к его дискредитации и как следствие — к отказу от выделения этого диагноза в рамках МКБ-10.
Ю. С. Савенко, известный российский психиатр, президент Независимой психиатрической ассоциации, писал, что «самой злосчастной ошибкой советской психиатрии» явилось игнорирование критерия понятности К. Ясперса и в итоге — стирание грани между паранойяльным развитием личности и паранойяльным бредом — диагнозом, часто выставлявшимся диссидентам.

### Жертвы использования психиатрии в политических целях

#### Использование психиатрии против отдельных лиц
Усиление злоупотреблений психиатрией наступило после 1968 года. 25 августа 1968 года восемь советских диссидентов (Константин Бабицкий, Татьяна Баева, Лариса Богораз, Наталья Горбаневская, Вадим Делоне, Владимир Дремлюга, Павел Литвинов и Виктор Файнберг) провели у Лобного места на Красной площади сидячую демонстрацию, протестуя против ввода в Чехословакию войск СССР и стран Варшавского договора. Войска были введены в ночь с 20 на 21 августа 1968 года с целью остановить в Чехословакии общественно-политические реформы, получившие название Пражской весны.

Судебный процесс над участниками демонстрации вызвал большой общественный резонанс в СССР и за рубежом. У КГБ СССР возникла сложность: одному из участников (В. Файнбергу) на допросах выбили все передние зубы, и демонстрация его в суде была сочтена нежелательной. Выход был найден в отправке В. Файнберга в специальную психиатрическую больницу (такое решение могло быть вынесено судом без присутствия подсудимого и без права обжалования в вышестоящем суде). Экспертизу Файнберга проводила комиссия Института им. Сербского в составе Г. В. Морозова, Д. Р. Лунца и Я. Л. Ландау. В их акте № 35/с от 10 октября 1968 года намеренно не упоминалось о вводе войск в Чехословакию, давшем повод для этой демонстрации, поступок Файнберга описывался лишь как «нарушение общественного порядка на Красной площади», а его психическое состояние описывалось следующим образом:
С увлечением и большой охваченностью высказывает идеи реформаторства по отношению к учению классиков марксизма, обнаруживая при этом явно повышенную самооценку и непоколебимость в своей правоте. В то же время в его высказываниях о семье, родителях и сыне выявляется эмоциональная уплощённость… В отделении института при внешне упорядоченном поведении можно отметить беспечность, равнодушие к себе и окружающим. Он занят гимнастикой, обтиранием, чтением книг и изучением литературы на английском языке… Критика к своему состоянию и создавшейся ситуации у него явно недостаточная.
В результате Файнберга признали невменяемым и направили в Ленинградскую спецпсихбольницу, где он находился 4 года — с января 1969 по февраль 1973 года. Вместе с Владимиром Борисовым держал голодовку в марте — июне 1971, протестуя против помещения инакомыслящих в психиатрические больницы и невыносимых условий содержания в них; после невыполнения администрацией обещания улучшить условия содержания узников Борисов и Файнберг держали голодовку повторно — с декабря 1971 по февраль 1972 года.
Наталья Горбаневская неоднократно подвергалась судебно-психиатрической экспертизе по политическим мотивам, дважды принудительно направлялась в психиатрические больницы. В вину ей ставили участие в демонстрации на Красной площади против ввода советских войск в Чехословакию, написание и распространение письма об этой демонстрации, участие в издании «Хроники текущих событий» и др. По заключению профессора Д. Р. Лунца, «не исключена возможность вяло протекающей шизофрении», «должна быть признана невменяемой и помещена на принудительное лечение в психиатрическую больницу специального типа». Окончательный диагноз «вялотекущая шизофрения» был выставлен в 1970 году.
На примере экспертизы, проведённой 6 апреля 1970 года в отношении Натальи Горбаневской, известный французский психиатр Ж. Гаррабе делает вывод о низком качестве судебно-медицинских экспертиз, проводившихся в отношении диссидентов: отсутствие в клиническом описании изменений мышления, эмоций и способности к критике, характерных для шизофрении; отсутствие какой бы то ни было установленной экспертизой связи между действием, повлёкшим за собой обвинение, и психической болезнью, могущей его объяснить; указание в клиническом описании лишь депрессивной симптоматики, не требующей госпитализации в психиатрическую больницу.
Илью (Элиягу) Рипса, совершившего попытку самосожжения в знак протеста против ввода советских войск в Чехословакию и обвинённого по статье 65 УК Латвийской ССР, соответствующей ст. 70 УК РСФСР (антисоветская агитация и пропаганда), направили на принудительное лечение в «психбольнице особого типа» с тем же диагнозом.
В качестве примеров можно привести ещё многих. Этот диагноз пытались поставить В. Буковскому, но комиссия, состоявшая преимущественно из противников теории вялотекущей шизофрении, в итоге признала его вменяемым. Также этот диагноз поставлен Вячеславу Игрунову, распространявшему «Архипелаг ГУЛАГ», Леониду Плющу, Валерии Новодворской.
Леонид Плющ был в 1972 году обвинён по статье 62 УК Украинской ССР в антисоветской агитации и пропаганде. Трижды проходил судебно-психиатрическую экспертизу. По итогам первой экспертизы (проведённой в киевском следственном изоляторе КГБ УССР) его признали психически здоровым. Вторую и третью экспертизу проходил в Институте им. Сербского; вторая и третья экспертные комиссии пришли к выводу о наличии у Плюща «психического заболевания в форме шизофрении». Был помещён в Днепропетровскую СПБ, в результате применения высоких доз галоперидола испытывал крайне мучительные двигательные нарушения. Впоследствии отмечал тяжёлые условия пребывания в спецбольнице (избиения, злоупотребления инъекциями). За освобождение Л. Плюща боролись международные организации, известные российские правозащитники (А. Сахаров, Т. Ходорович, С. Ковалёв и др.). После четырёхлетнего пребывания в психиатрической больнице Л. Плющ был выписан и вывезен за границу, а впоследствии эмигрировал:49—50,65—67.
Иосиф Бродский в феврале — марте 1964 года, после ареста, проходил принудительную судебно-психиатрическую экспертизу на «Пряжке» (психиатрическая больница № 2 в Ленинграде). Это было второе пребывание поэта в психиатрической больнице: в первый раз, ещё до ареста, он добровольно лёг в Московскую психиатрическую больницу имени П. П. Кащенко, так как он и его друзья сочли, что получение справки о психической неустойчивости Бродского снизит риск преследований; однако больница подействовала на Бродского тяжело, и он попросил друзей добиться его выписки. 18 февраля 1964 года суд постановил направить Бродского на принудительную судебно-психиатрическую экспертизу. В больнице на «Пряжке» Бродский провёл три недели и впоследствии отмечал: «…это было худшее время в моей жизни». По воспоминанию Бродского, в психиатрической больнице к нему применяли «укрутку»: «Глубокой ночью будили, погружали в ледяную ванну, заворачивали в мокрую простыню и помещали рядом с батареей. От жара батарей простыня высыхала и врезалась в тело». Заключение экспертизы гласило: «В наличии психопатические черты характера, но трудоспособен. Поэтому могут быть применены меры административного порядка».
Александр Есенин-Вольпин, сын Сергея Есенина, на протяжении девятнадцати лет (в 1950—60-е годы) был пять раз госпитализирован в психиатрические учреждения по политическим причинам, среди которых написание стихов «антисоветского» характера, поданное заявление о выездной визе (после того, как его пригласили на научную конференцию в США) и др. В 1972 году Есенин-Вольпин дал показания Правовому комитету Сената США о репрессиях, которым его подвергли в СССР. В 1975 известный психиатр Сидней Блох провёл неофициальное обследование психического состояния Есенина-Вольпина и не нашёл у него признаков психического заболевания как на момент обследования, так и в прошлом.
Известный геофизик Николай Самсонов был арестован в 1956 году после написания им трактата «Мысли вслух», где рассматривался вопрос о создании бюрократической элиты и искажении ленинских принципов. До сентября 1964 года находился в Ленинградской тюремной психиатрической больнице. По данным «Хроники текущих событий», психиатры больницы считали Самсонова здоровым, однако советовали ему признать свой трактат плодом больного воображения, что «свидетельствовало бы о его выздоровлении». Лишь в 1964 году, после того как ему начали вводить аминазин и состояние его здоровья ухудшилось, Самсонов подписал заявление, где утверждал, что во время написания трактата был душевно болен.
Виктор Рафальский, автор неопубликованных романов, пьес и коротких рассказов, обвинялся в принадлежности к тайной марксистской группе, написании антисоветской прозы и хранении антисоветской литературы. Имея диагноз «шизофрения», провёл 26 лет в психиатрических больницах, из них 20 лет — в больницах специального типа. Побывал в психиатрических больницах Киева, Харькова, Львова, Москвы, Вильнюса, а также в ленинградской, днепропетровской, казанской и сычёвской спецбольницах:60—62. В 1987 году был реабилитирован и признан психически здоровым. Впоследствии были опубликованы его воспоминания «Репортаж из ниоткуда», описывающие пребывание Рафальского в советских психиатрических больницах.
Виктора Некипелова, обвинённого по статье 190-1 УК РСФСР («распространение заведомо ложных измышлений, порочащих советский государственный строй»), направили на обследование в Институт Сербского со следующим заключением, вынесенным экспертной комиссией города Владимира: «Излишняя, чрезмерная вспыльчивость, заносчивость… склонность к правдоискательству, реформаторству, а также реакции оппозиции. Диагноз: вялотекущая шизофрения или психопатия». В Институте им. Сербского Некипелова признали психически здоровым, срок отбывал в уголовном лагере. Об Институте Сербского написал ставшую знаменитой документальную книгу «Институт дураков».
Писатель Михаил Нарица был в 1961 году арестован по обвинению в «антисоветской агитации и пропаганде» (70-я статья УК РСФСР) и признан невменяемым. В медицинском заключении утверждалось: «Имеет собственную систему взглядов на государственное устройство с позиций свободных идей. Советскую действительность оценивает болезненно неправильно, исходя из неправомерных обобщений отдельных недостатков. Страдает психическим заболеванием в форме параноического развития личности и не может отдавать отчёта в своих действиях и руководить ими». Помещён в Ленинградскую спецпсихбольницу, вышел на свободу в 1964 году. В 1975 последовал новый арест и новая психиатрическая экспертиза, в этот раз Михаила Нарицу признали вменяемым.
Известный белорусский диссидент Михаил Кукобака подвергся принудительной госпитализации после того, как в 1969 году написал открытое письмо английскому писателю Айвору Монтегю, которое хотел опубликовать в газете «Комсомольская правда». В результате этой госпитализации провёл шесть лет в психбольницах тюремного типа. Кукобаку трижды подвергали судебно-психиатрической экспертизе в Институте им. Сербского, на него было заведено несколько уголовных дел. В вину ему ставили, по словам Кукобаки, отказ от участия в выборах, субботниках и мероприятиях КПСС, распространение текста Всеобщей декларации прав человека в общежитии города Бобруйска. В частности, в путёвке на госпитализацию, выданной психоневрологическим диспансером в 1976 году, значилось: «по сведениям госбезопасности[,] распространял антисоветскую литературу, страдает манией переустройства общества, социально опасен». В тюрьмах и психбольницах тюремного типа находился в общей сложности 17 лет.
Ольга Иофе обвинялась по статье 70 УК РСФСР в том, что она принимала активное участие в изготовлении листовок антисоветского содержания, хранении и распространении документов антисоветского содержания, изъятых у неё при обыске. Предварительная экспертиза, проведённая Институтом им. Сербского (профессор Морозов, доктор медицинских наук Д. Р. Лунц, врачи Фелинская, Мартыненко), признала О. Иофе невменяемой с диагнозом «вялотекущая шизофрения, простая форма».
Пётр Григоренко, известный диссидент, генерал-майор Красной Армии, критиковал политику партии и правительства, призывал к восстановлению ленинских принципов и норм, открыто выступал во время политических судебных процессов над диссидентами. Неоднократно был направлен на экспертизу в Институт им. Сербского, в результате с диагнозом «паранойяльное развитие» провёл несколько лет в специализированных психиатрических больницах. В экспертизах принимали участие А. В. Снежневский, Д. Р. Лунц, Г. В. Морозов, В. М. Морозов и другие крупные советские психиатры:22—23,27.
29 мая 1970 года в калужскую психиатрическую больницу был помещён известный биолог и публицист Жорес Медведев, написавший несколько статей о нарушениях прав человека в СССР, среди которых был очерк о цензуре советской почты. В нём Медведев утверждал, что любое письмо любого гражданина могли вскрыть сотрудники КГБ. Ночью домой к Медведеву приехали главный врач калужской психбольницы А. Е. Лившиц, заведующий обнинским психдиспансером Ю. В. Кирюшин и наряд милиции во главе с майором Н. Ф. Немовым. Не предъявив никаких документов или заключений от врачей, прибывшие потребовали от Медведева поехать с ними в Калугу на психиатрическую экспертизу. Медведев ответил, что добровольно не поедет, но и оказывать сопротивления не будет. Пришедшие домой к Медведеву коллеги стали выражать возмущение действиями милиции, на что Немов ответил: «Мы — орган насилия, а вы можете жаловаться куда угодно». На глазах коллег Медведеву заломили за спину руки, посадили в стоящий у подъезда автобус и увезли из Обнинска в Калугу.
Экспертная комиссия в составе председателя Б. В. Шостаковича (Институт им. Сербского) и нескольких калужских врачей-психиатров «не нашла у Ж. Медведева явных отклонений от психической нормы. Однако она нашла, что Медведев проявляет повышенную нервозность и поэтому нуждается в некотором дополнительном наблюдении в условиях больницы». В защиту Медведева выступали многие советские учёные, писатели и другие представители интеллигенции (в числе которых П. Л. Капица, А. Д. Сахаров, Б. Л. Астауров, И. Е. Тамм, А. Т. Твардовский, В. Ф. Тендряков, М. А. Леонтович, В. Ф. Турчин, Л. В. Альтшулер, В. Н. Чалидзе и др.), направлявшие письма-протесты в различные инстанции и обращение к учёным, научным и творческим работникам всего мира. 17 июня Жорес Медведев был выпущен на свободу из психиатрической больницы.

##### Список наиболее известных лиц, ставших жертвами репрессий
- Абовин-Егидес, Пётр Маркович[30][67]
- Айхенвальд, Юрий Александрович[68]
- Белов, Евгений[18]
- Борисов, Владимир Евгеньевич[18][25][30][49]
- Бродский, Иосиф Александрович[53][69][70]
- Буковский, Владимир Константинович[18][37]:11[71]
- Вишневская, Юлия Иосифовна[47][72]
- Галансков, Юрий Тимофеевич[24][30]
- Гершуни, Владимир Львович[8][12][24][68]
- Горбаневская, Наталья Евгеньевна[18][37]:11[41]
- Григоренко, Пётр Григорьевич[18][37]:11[73]
- Данчев, Владимир[12]
- Евдокимов, Борис Дмитриевич[18][52][67]
- Есенин-Вольпин, Александр Сергеевич[18][69][74][75]
- Зотов, Михаил Васильевич[12][52]
- Иванов, Порфирий Корнеевич[76]
- Игрунов, Вячеслав Владимирович[24][77]
- Иофе, Ольга[18]
- Клебанов, Владимир Александрович[52]
- Корягин, Анатолий Иванович
- Кузнецов, Виктор[30]
- Кукобака, Михаил Игнатьевич[18][78]:188
- Литвин-Молотов, Георгий Захарович[79]
- Макеева, Валерия Зороастровна[12]
- Мальский, Игорь Степанович[80][81]
- Мальцев, Юрий Владимирович[47][59]
- Медведев, Жорес Александрович[18][37]:11[65][66]
- Нарица, Михаил Александрович[47][59][60]
- Некипелов, Виктор Александрович[18][58]
- Новодворская, Валерия Ильинична[18][30][82]
- Овечкин, Валентин Владимирович[30][72]
- Пименов, Револьт Иванович[72]
- Плахотнюк, Николай Григорьевич[52][83][84]
- Плющ, Леонид Иванович[18][29][37]
- Подъяпольский, Григорий Сергеевич[47][59]
- Потылицын, Сергей Анатольевич[18]
- Рафальский, Виктор Парфентьевич[18][37]
- Рипс, Илья Аронович (Элиягу Рипс)[24][47]
- Самойлов, Эдуард Владимирович[18][23][85]
- Самсонов, Николай Николаевич[24]
- Скобов, Александр Валерьевич[18][52][86]
- Соколов, Валентин Петрович[18] (Валентин Зэка)
- Старчик, Пётр Петрович[18][30][82]
- Стус, Василий Семёнович[87][88]
- Тарасов, Александр Николаевич[89][90][91]
- Тарсис, Валерий Яковлевич[18][30]
- Тереля, Иосиф Михайлович[18][92][93]
- Убожко, Лев Григорьевич[18][30]
- Файнберг, Виктор Исаакович[18][49]
- Шемякин, Михаил Михайлович[94]
- Шиманов, Геннадий Михайлович[72][95]
- Шиханович, Юрий Александрович[19][24]
- Щаранский, Натан[30]
- Яхимович, Иван Антонович[30][72][96]

#### Массовые репрессии
Многие случаи госпитализации политических заключённых были хорошо задокументированы. В частности, такого рода репрессиям подвергались активисты-правозащитники, представители национальных движений, граждане, стремившиеся к эмиграции из СССР, религиозные инакомыслящие, поэты и авторы песен на тему советской действительности, участники неофициальных групп, пытавшихся отстаивать свои трудовые права, и лица, отстаивавшие их в одиночку. Нередко узники совести оказывались в психиатрических больницах по таким причинам, как отказ верующих от службы в армии, незаконный переход границы, фальсифицированные уголовные обвинения и др. Насильственно помещали в психиатрические больницы также «подписантов» — лиц, которые подписывались под теми или иными значимыми письмами, являвшимися откликом на судебные процессы и другие формы преследований.
Проанализировав сотни случаев политических злоупотреблений психиатрией в Советском Союзе, политолог П. Реддауэй и психиатр С. Блох отмечали, что значительную (около 10 %) часть из подвергнувшихся преследованиям составляли представители национальных движений. Как правило, они протестовали против ущемления прав в сфере языка, культуры и образования (украинцы, грузины, латыши, эстонцы, крымские татары) или выступали за предоставление реальной автономии союзным республикам в соответствии с Конституцией СССР.
В 20 % случаев, согласно С. Блоху и П. Реддауэю, имели место репрессии в отношении людей, стремившихся эмигрировать из Советского Союза. В некоторых случаях такое стремление было обусловлено национальной принадлежностью (поволжские немцы, желавшие вернуться в Западную Германию; евреи, желавшие эмигрировать в Израиль), в других случаях потенциальные эмигранты лишь стремились к лучшей для себя жизни.
Около 15 %, по Блоху и Реддауэю, составляли представители различных конфессий, стремившиеся исповедовать свою религию свободно, а также добиться полного разделения церкви и государства. Хотя советское законодательство формально гарантировало свободу совести, в действительности существовали жёсткие ограничения, и верующие, занимавшиеся распространением своих религиозных взглядов (католики, православные, баптисты, пятидесятники, буддисты и др.), подвергались уголовным преследованиям.
Помимо получивших широкую известность случаев помещения политических инакомыслящих в психиатрические больницы, имели место «локальные конфликты» граждан с представителями власти, заканчивавшиеся недобровольной госпитализацией, хотя клинических оснований для этого не было. Такого рода репрессиям подвергались, в частности, лица, обращавшиеся с жалобами на бюрократизм и те или иные злоупотребления местных властей в высшие органы государственной власти: Центральный Комитет КПСС, Президиум Верховного Совета, Совет Министров.
А. Д. Сахаров писал, что в некоторых центральных учреждениях, таких как приёмные Прокуратуры СССР и Верховного Совета, существовала система направлять особо настойчивых посетителей в психиатрические больницы. К числу этих посетителей относились люди, безуспешно добивавшиеся справедливости по причине конфликтов с начальством на работе, незаконного увольнения и др. В документах Московской Хельсинкской группы (1976, документ № 8) отмечалось: «Примерно 12 человек в день милиция направляет дежурным психиатрам только из приёмной Верховного Совета СССР; кроме того, ещё 2—3 человека из тех, кто пытался пройти в посольство; кроме того, неопределённое число из других мест присутствия, а также — прямо с улицы. Из них примерно половина — госпитализируется».
В совместной записке руководителей КГБ, МВД, Генеральной прокуратуры и Минздрава СССР, направленной в ЦК КПСС 31 августа 1967 года, упоминалось:
Особую опасность вызывают приезжие в большом числе в Москву лица, страдающие манией посещения в большом числе государственных учреждений, встреч с руководителями партии и правительства, бредящие антисоветскими идеями. <...> Всего из приёмных центральных учреждений и ведомств в 1966—1967 г.г. были доставлены в больницы свыше 1800 психически больных, склонных к общественно опасным действиям.
С. Глузман отмечал, что значительно большее количество людей, по сравнению с числом прошедших через судебные процедуры жертв репрессий, было подвергнуто внесудебным психиатрическим репрессиям. К числу таких репрессий относились, в частности, случаи недобровольной госпитализации в психиатрические больницы на короткий срок, зачастую на один или два дня, по указанию партийных или государственных органов.
Дважды в год люди, состоящие на психиатрическом учёте, недобровольно госпитализировались в психиатрические стационары не по медицинским показаниям, а по указаниям чиновников. За две недели до больших советских праздников — 7 ноября и 1 мая — райкомы и горкомы КПСС секретно направляли главврачам психбольниц распоряжения на время госпитализировать в психиатрические больницы людей с непредсказуемым поведением (в том числе инакомыслящих и многих верующих), чтобы обеспечить общественный порядок во время праздников, и психиатрические больницы становились временными тюрьмами для «социально опасных» людей. Сходная ситуация имела место во время партийных съездов, визитов зарубежных государственных деятелей, когда многие диссиденты помещались в психиатрические больницы общего типа на 1—2 недели или месяц.
Нарушение прав пациентов представляла собой и «профилактическая» госпитализация состоящих на учёте людей перед главными международными мероприятиями, такими как молодёжные фестивали и Олимпийские игры. Формальным поводом для этого являлся лишь учёт в психоневрологическом диспансере, даже в связи с, например, невротическими или патохарактерологическими реакциями. В частности, председатель КГБ Ю. В. Андропов в своём докладе в 1980 году, направленном в ЦК КПСС, отмечал: «…с целью предотвращения возможных провокационных и антиобщественных действий со стороны психически больных личностей с агрессивными намерениями принимаются меры совместно с органами здравоохранения и милиции, направленные на предупреждающую изоляцию таких людей во время Олимпиады 1980 г.».
Подготовка к Олимпийским играм 1980 года стала поводом к волне арестов, начавшейся в 1979 году и имевшей целью окончательное подавление диссидентского движения. Некоторые из диссидентов получали особенно длительные сроки лагерей, другие госпитализировались в психиатрические больницы. Города, где проходила Олимпиада, были (как отмечает известный советолог, профессор политологии генеральный секретарь международной организации «Глобальная инициатива в психиатрии» Р. ван Ворен) «очищены от любого, кто мог бы разрушить красивый, но всё же хрупкий образ гармоничного социалистического общества»: психиатрические пациенты, алкоголики, люди, ведущие асоциальный образ жизни, и диссиденты массово арестовывались, и многие из них помещались в психиатрические учреждения.
Одной из первых книг, посвящённых злоупотреблению психиатрией в СССР стала вышедшая в 1971 году во Франкфурте-на-Майне книга «Казнимые сумасшествием».

### Практика применения

#### Госпитализация и признание невменяемыми

##### Решением судебно-психиатрической экспертизы
Политическим диссидентам часто предъявлялось обвинение по статье 70 (антисоветская агитация и пропаганда) и 190-1 (распространение заведомо ложных измышлений, порочащих советский государственный и общественный строй) УК РСФСР. Судебным психиатрам предлагалось обследовать тех инакомыслящих, психическое состояние которых следователи сочли не соответствующим норме, и в случае признания политического инакомыслящего невменяемым он, согласно решению суда, помещался в психиатрическую больницу на бессрочное — «до полного выздоровления» — лечение.
Однако во многих случаях инакомыслящие, привлечённые к уголовной ответственности и направленные на судебно-психиатрическую экспертизу, помещались в больницы специального типа МВД даже без судебного заседания и решения суда, по одному лишь заключению экспертизы, так как формулировки, содержащиеся в законодательстве, далеко не всегда давали возможность осудить за нежелательные высказывания. Экспертное заключение о невменяемости приводило к автоматическому направлению на принудительное лечение, когда факт нарушения закона ещё не был доказан.
Медицинское освидетельствование и экспертиза на предмет вменяемости обычно проводились в научно-исследовательских институтах: в Центральном НИИ судебной психиатрии им. В. П. Сербского в Москве, Научно-исследовательском психоневрологическом институте им. В.М. Бехтерева в Ленинграде, психоневрологических институтах Минздрава УССР в Харькове и Одессе и пр. Главными «экспертами» по вопросам медицинского освидетельствования являлись Д. Р. Лунц, А. В. Снежневский, Г. В. Морозов и др.
В случае, если психиатры, обследовавшие обвиняемого, не сходились во мнении относительно диагноза либо же имели место те или иные политические тонкости, обвиняемого отправляли на обследование в Институт имени Сербского. Экспертиза в Институте им. Сербского проводилась, как правило, сугубо формально: нескольких коротких формальных бесед было достаточно, чтобы вынести заключение о необходимости принудительного лечения.
Статья 58 УК РСФСР определяла в качестве принудительных мер медицинского характера помещение в психиатрический стационар общего или специального типа. От решения суда зависел тип психиатрической больницы, куда направляли на «лечение»: общая (обычная городская, областная или республиканская психиатрическая больница — ПБ) либо специальная, тюремного типа (психбольница специального типа — СПБ) (статьи 408 и 409 УПК РСФСР).
Как правило, при направлении на лечение в обычную психиатрическую больницу соблюдался «республиканский» принцип: такая больница находилась обычно по месту проживания пациента. Но в некоторых из обычных ПБ имелись специальные палаты: к числу таких ПБ относились психиатрическая городская клиническая больница № 1 им. Кащенко (Москва) — «Канатчикова дача»; ПГБ № 3 (Москва) — «Матросская тишина»; ПГБ № 5 (Московская область) — «Столбы»; Рижская ПГБ; психоневрологическая больница им. Скворцова-Степанова № 3 (Ленинград) и т. д.
Помещение в психиатрическую больницу специального типа назначалось судом в отношении душевнобольных, представлявших по психическому состоянию и характеру совершённых ими общественно опасных деяний особую опасность для общества. Именно такое решение чаще всего выносилось судом в отношении инакомыслящих, обвиняемых в совершении «политических» преступлений, хотя доказательств, что диссиденты являются опасными для себя или для общества и могут совершить физическое насилие, как правило, не предъявлялось. Направление же в психиатрическую больницу общего типа считалось сравнительно мягкой формой принудительных мер медицинского характера.
Обвиняемые не имели права на обжалование. Хотя родственники или другие заинтересованные граждане могли бы действовать от их имени, они не имели права привлечь других психиатров для участия в процессе, поскольку психиатры, привлекавшиеся для участия в процессе государством, считались в равной мере «независимыми» и заслуживающими доверия перед законом. Как правило, подследственные, которых признавали невменяемыми, не имели даже возможности находиться в зале суда, и судебное определение по делу им не объявляли. Им не предъявлялись заключения экспертов, часто у подследственных не было возможности встретиться с адвокатом.
Следователь имел также право (согласно статье 184 Уголовно-процессуального кодекса РСФСР) не объявлять обвиняемому постановление о назначении судебно-психиатрической экспертизы. Это представляло собой грубое нарушение презумпции психического здоровья, поскольку ещё до решения судебно-медицинских экспертов следователь, основываясь на своём произвольном и неквалифицированном мнении, фактически мог делать вывод о наличии у обвиняемого психического расстройства, якобы не позволяющего ему узнать о назначении экспертизы. Такая ситуация лишала обвиняемого существенных юридических прав: права заявить отвод эксперту, представить дополнительные вопросы для получения по ним заключения эксперта и др.
Вопреки статье 111 Конституции СССР, в которой значилось: «Разбирательство дел во всех судах СССР открытое», милиция и сотрудники госбезопасности не пропускали посетителей в здание суда, и друзья подсудимого вынуждены были прогуливаться на улице в ожидании приговора. Имели место случаи, когда граждан, «особенно упорно рвавшихся» на суд, арестовывали на пятнадцать суток.

##### Без возбуждения уголовного дела
В ряде случаев принудительное обследование и принудительная госпитализация осуществлялись без возбуждения уголовного дела, в рамках медицинских нормативных положений. При этом вопрос о недобровольной госпитализации не рассматривался даже в порядке гражданского судопроизводства. В. Буковский и С. Глузман в известной статье «Пособие по психиатрии для инакомыслящих» подробно описывали такой вариант развития событий:
Ваши убеждения, высказываемая общественная позиция, поступки или знакомства стали причиной пристального внимания к вам со стороны оперативной группы КГБ. В силу каких-либо объективных обстоятельств возбуждение уголовного дела против вас нежелательно. В этом случае КГБ (часто не прямо, а используя милицию, прокуратуру, советскую инстанцию, доверенных лиц и т.д. и т.п.) сообщает о вас в медицинские учреждения, как о, по их предположению, душевнобольном, указывая при этом основания интереса к вам.
Психиатр поликлиники, диспансера, больницы или городской станции скорой помощи должен вас в этом случае обследовать и, если считает необходимым, госпитализировать в психиатрическую больницу общего типа.

Такое психиатрическое обследование может быть проведено на дому, по месту работы или «происшествия», в камере предварительного заключения, в надлежащем учреждении либо в другом месте.
Инакомыслящие недобровольно помещались в психиатрические больницы при самых разнообразных обстоятельствах, при этом часто они подвергались заключению, не будучи первоначально осмотрены психиатром. Их задерживали на работе, на улице или в домашней обстановке; в ряде случаев диссидентов вызывали под каким-либо предлогом в больницу, милицейский участок, военкомат или другие государственные учреждения, где неожиданно для себя инакомыслящий представал перед психиатром, который недобровольно помещал его в психиатрический стационар.
Хотя, согласно «Инструкции по неотложной госпитализации…», недобровольно госпитализированного должна была в течение суток освидетельствовать специальная комиссия в составе трёх врачей-психиатров, чтобы решить вопрос о том, оправдано ли стационирование и необходимо ли дальнейшее пребывание в стационаре, в действительности инакомыслящие, подвергшиеся госпитализации, во многих случаях не осматривались комиссией в течение первых суток, а порой и не подвергались освидетельствованию вообще.

#### Условия пребывания в стационарах

##### Режим содержания и жизненное пространство
Прошедшие через заключение в специальных психиатрических больницах советские граждане оценивали опыт своего пребывания там как значительно унижающее человеческое достоинство и как тяжёлое переживание.
Н. Адлер и С. Глузман (1992), проанализировав всё многообразие стрессовых факторов, испытанных подвергавшимися принудительной госпитализации диссидентами, выделили следующие физические стрессоры:
- чрезвычайная скученность в камерах. По свидетельствам бывших узников специальных больниц и свидетельствам международных экспертов:
  - пройти между кроватями было трудно даже одному человеку;
  - узникам приходилось постоянно пребывать на койках сидя или лёжа;
  - дышать приходилось спёртым воздухом, поскольку отсутствие принудительной вентиляции в камерах было повсеместным;
- отсутствие в камерах туалетов. Являлось наиболее мучительным стрессором физического характера. Отправление физиологических потребностей допускалось лишь в установленное администрацией время суток и в строго предусмотренные несколько минут для каждого;
- отсутствие возможностей для физической разрядки и пребывания на свежем воздухе. Предусмотренные ежедневные прогулки в течение 1 часа сводились к тому, что узников покамерно выводили в небольшие тюремные дворики, полностью лишённые растительности и какого-либо спортивного инвентаря. При этом время прогулок почти всегда произвольно сокращалось вдвое по желанию администрации, но не узников.

В числе стрессоров морально-психологического характера Н. Адлер и С. Глузман называют:
- лишение элементарных юридических прав, неотъемлемых даже в тюрьмах и лагерях;
- лишение возможности иметь в камере бумагу и ручку, строгое ограничение поступления книг и журналов. По этой причине — невозможность переключиться на те или иные занятия, чтобы снизить негативное действие других психологических стрессоров. В случаях, когда узники начинали заниматься изучением иностранных языков, врачи немедленно констатировали «ухудшение состояния» и увеличивали дозы нейролептиков;
- лишение возможности находиться в одной камере с другими политическими узниками: каждый из них содержался в камере с исключительно тяжёлыми больными, совершившими тяжкие преступления. Общение с другими диссидентами было запрещено, политические узники были вынуждены годами наблюдать людей с тяжёлой умственной отсталостью, с кататоническим возбуждением и т. п.

В отличие от узников лагерей и тюрем, у заключённых в СПБ не было возможности обращаться к прокурору, и хотя формально семья заключённого имела право ходатайствовать перед прокурором о возбуждении уголовного дела против персонала больницы, в действительности это право не реализовывалось. Пациенты редко были информированы о своих правах и, как правило, не имели возможности подавать апелляцию.
Многим пациентам специальных психиатрических больниц не позволялось держать в палатах свои личные вещи. Вся входящая и исходящая корреспонденция пациентов прочитывалась; телефонами пользоваться не разрешали. В качестве посетителей допускались, как правило, лишь члены семьи, и за свиданиями велось наблюдение. В ряде случаев свидания были крайне редки: так, в Черняховской СПБ у пациентов было в среднем по два-три свидания в год. Свидания происходили в присутствии надзирателя; как и в тюрьме, были запрещены многие темы для разговора.
Большинство специальных психиатрических больниц было расположено на территории действующих или в здании бывших тюрем. Обстановка в таких больницах во многом напоминала тюремную. Так, Казанская и Черняховская спецбольницы были окружены высокими кирпичными стенами, вдоль которых находились сторожевые вышки с охранниками МВД, поверх стен — колючая проволока. Все входы в отделения и палаты закрывались цельнометаллическими дверями или дверями со стальной решёткой. Каждое отделение имело свой двор для прогулок, при этом дворы были окружены глухими заборами, чтобы воспрепятствовать контакту между отделениями.
Многие пациенты в СПБ пребывали запертыми в палатах значительную часть дня без какой-либо деятельности (кроме приёма пищи и прогулок во дворе). Обстановка «палат» почти не отличалась от обстановки тюремных камер. Стены «палат» были покрыты штукатуркой; имели маленькие окна, зарешеченные, нередко закрытые деревянными щитами — «намордниками»; спали заключённые на металлических нарах или кроватях. Ночью в камерах обычно горел свет (на лампочку часто была надета проволочная сетка или красный плафон), что затрудняло сон для многих заключённых. Зимой в камерах и на прогулках нередко бывало холодно, однако иметь свою одежду зачастую не разрешалось.
Трудотерапия в некоторых психиатрических спецбольницах являлась обязательной, а в других лишь поощрялась администрацией. Пациенты работали в картонажных, ткацких, переплётных, швейных и других мастерских, получая за это чрезвычайно малую заработную плату (от 2 до 10 рублей в месяц), перечислявшихся на личный денежный счёт. Администрациям спецбольниц этот труд был очень выгоден, поскольку цена изготовленной продукции в десятки раз превышала стоимость оплаты труда. Отказ работать порой наказывался инъекциями психотропных препаратов и травлей, осуществляемой санитарами-уголовниками.
Охранную службу в спецпсихбольницах, как и в тюрьмах, несли офицеры и солдаты внутренних войск. Таким образом, по существу, здесь было два начальства: военное и медицинское; соответственно два руководителя — начальник спецпсихбольницы и главный врач. При этом многие функции не были чётко разграничены между военной и медицинской администрацией, вследствие чего многие заведующие отделениями и лечащие врачи являлись офицерами; старшие сёстры и фельдшеры в ряде СПБ также имели воинские звания.
Психиатрические больницы общего типа характеризовались самими узниками и западными экспертами, посетившими советские психбольницы, как менее жёсткие по условиям содержания в сравнении со специальными психиатрическими больницами. Пациенты свободно ходили по коридорам и имели доступ к местам отдыха и развлечений. Пациентам давали возможность писать и читать, разрешались свидания. Однако был отмечен случай, когда двух пациентов, находившихся на принудительном лечении в обычной психиатрической больнице, перевели в специальную, после того как те написали письма с критикой больничных порядков.

##### Питание
Питание в специальных психиатрических больницах было скудным, грубым, однообразным. В советских пенитенциарных учреждениях скудный пищевой рацион традиционно практиковался как один из наиболее эффективных методов воздействия на поведение узников. Однако «пациенты» психиатрических тюрем, как правило, получали даже меньший объём пищи, нежели узники тюрем и лагерей; причиной служило то, что часть «общего пищевого котла» съедалась так называемыми «санитарами», которых набирали для принудительной работы из осуждённых за уголовные преступления. По сообщениям бывших узников специальных психбольниц, эти санитары, при полном попустительстве администрации, шантажом, угрозами и побоями вымогали у узников часть продуктов питания, передаваемых, и так в очень ограниченном количестве, родственниками с воли. Продукты также разворовывались медсёстрами, фельдшерами, надзирателями, работниками пищеблока. Помимо этого, весь персонал спецпсихбольницы в рабочее время обычно питался в общей столовой и тоже «из котла» заключённых.
Количество передач и посылок, получаемых от близких и содержащих продукты питания, в большинстве специальных психиатрических больниц ограничивалось, при этом в некоторых СПБ передачи и посылки были запрещены вовсе, а в некоторых ограничений не имели. Вес посылки или передачи обычно не должен был превышать пяти килограммов. Некоторые продукты передавать не разрешалось.

##### Принудительное применение медицинских мер
В специальных психиатрических больницах применялись следующие медицинские меры:
- Инъекции сульфозина[6][111][114] (несмотря на отсутствие каких-либо серьёзных исследований, на биохимическом или электрофизиологическом уровне подтверждающих терапевтическую активность этого средства[114]). Длительное использование сульфозинотерапии в качестве метода наказания[8][114], приводившего к интенсивным мышечным болям, изматывающему, астенизирующему пирогенному эффекту[114], обездвиженности, некрозу мышц в месте инъекции[6][37]:60[112].
- Применение атропинокоматозной терапии, что отмечалось как отдельными диссидентами[114], так и посещавшими психиатрические тюрьмы в СССР международными экспертами[6][112][114]. Специальная медицинская литература в СССР подтверждает факт использования такого средства, сообщая и о значительной опасности этого устаревшего метода лечения[114]. Использование атропина, вызывающего преходящие делириозные состояния и высокую температуру, не является принятым лечебным методом на Западе[112].
- Инсулинокоматозная терапия[6][111][114] курсами, состоящими из 25—30 гипогликемических ком[8].
- Постоянное и длительное (годами) использование нейролептиков. При этом выдававшиеся узникам корректоры (медикаментозные средства, которые обычно применяются с целью купирования или смягчения нейролептических экстрапирамидных расстройств) часто под угрозой избиения изымались у них «младшим медицинским персоналом» — санитарами-уголовниками, использовавшими их с целью наркотизации[114]. Нейролептики в высоких дозах применялись в том числе как наказание за нарушения больничных правил и с целью «излечения» от антисоветских взглядов и высказываний[6].

По словам бывших узников-диссидентов, применение нейролептиков было особенно тяжёлым фактором, воздействовавшим на них, как в связи с отчётливым немедленным действием, так и в связи с непрерывностью и длительностью назначения. Многолетний узник специальных психиатрических больниц, врач по профессии, описал состояние психически здорового, спокойного человека после введения высокой дозы нейролептика мажептила (тогда — наиболее употребляемого) следующим образом: «Представьте себе огромную камеру, где кроватей так много, что с трудом пробираешься между ними. Свободного места практически нет. А вам ввели мажептил, и вы в результате испытываете непреодолимую потребность двигаться, метаться по камере, говорить, и рядом с вами в таком же состоянии с десяток убийц и насильников… а двигаться негде, любое ваше невыверенное рассудком движение приводит к столкновению с такими же двигательно возбуждёнными соседями… и так — дни, месяцы, годы».
Как правило, узники, ощущавшие тяжёлые психические побочные эффекты применения нейролептиков, испытывали страх перед возможностью необратимых психических изменений вследствие их приёма. Угнетала сильная боязнь, что никогда не восстановятся прежние особенности характера, прежние жизненные и профессиональные интересы. Врачи, как правило, умалчивали об обратимости этих изменений, стремясь фиксировать страх перед ними с целью модификации политических или религиозных убеждений узника.
Долгосрочное применение нейролептиков приводило в ряде случаев к развитию у узников-диссидентов органического поражения головного мозга, проявляющегося стойкими тяжёлыми экстрапирамидными нарушениями, которые длились годами:59—60.
В психиатрических больницах общего типа психофармакологическое «лечение» политических узников было, как правило, не менее интенсивным, чем в специальных психиатрических больницах.

##### Обращение с «пациентами»
Н. Адлер и С. Глузман выделяют такие факторы, как:
- Категорическое требование к диссидентам медицинского персонала, который неприкрыто выполнял оперативно-следственные функции, отказаться от их политических убеждений, подкреплявшееся резкой интенсификацией лечения нейролептиками, сульфозином и шоковыми методами. Это вынуждало многих диссидентов прибегать в конце концов к идеологической мимикрии, демонстрируя «угасание бредовых образований».
- Избиения, которым узники подвергались со стороны санитаров — уголовных преступников. Зачастую эти избиения были настолько жестокими, что влекли за собой очень тяжёлые последствия. Свидетели рассказывают и о конкретных случаях смертей в результате побоев, называя имена погибших заключённых.

Применялось также закручивание непокорных мокрыми простынями (полотенцами), которые, высыхая, нестерпимо сжимали тело. Использовались наказания, в том числе физические; привязывание к кровати на длительный срок — так, в Казанской спецпсихбольнице узников привязывали к кровати на три дня и дольше. Дозировки нейролептиков увеличивали (или в схему «лечения» вводился сульфозин), в частности, после нарушений режима или жалоб пациентов — поводом служила, например, высказываемая в адрес больницы критика, сигаретный пепел под койкой пациента или нескромный взгляд на грудь медсестры. Санитару, медсестре или фельдшеру достаточно было пожаловаться врачу на неправильное поведение пациента либо сделать запись об этом в журнале наблюдений, ежедневно проверяемом лечащим врачом, чтобы последовали карательные меры.
В наказание за открытое недовольство больничными порядками пациентов порой переводили в тяжёлое, «буйное» отделение либо лишали представления на выписку. В одной из больниц за написание письма с критикой условий содержания (в специальный, отведённый для переписки день) пациент был наказан тремя неделями одиночного заключения.
В качестве наказания применялись также лишение прогулок, лишение работы или, напротив, принуждение к работе (в зависимости от отношения к ней пациента), запрещение смотреть телевизор и кинофильмы, пользоваться больничной библиотекой, запрет на курение и изъятие табачных изделий, лишение права на переписку и лишение свиданий.
Правила режима в специальных больницах обычно не вывешивались, однако пациентов часто постигало наказание за нарушение этих правил.
В психиатрических больницах общего типа режим содержания был значительно менее жёстким по сравнению со специальными психиатрическими больницами, но наряду с относительной свободой для заключённых существовала и свобода произвола для медперсонала — по этой причине произвол фельдшеров, медсестёр и санитаров зачастую здесь был ещё бо́льшим, чем в спецпсихбольницах.

#### Сроки заключения и выписка
Сроки пребывания инакомыслящих в обычных психиатрических больницах во многих случаях были сравнительно короткими (1—2 месяца); между тем инакомыслящие, помещённые в специальные психиатрические больницы по решению суда, пребывали в них в течение длительного срока, по истечении которого их нередко переводили в общие психиатрические больницы и после нескольких месяцев пребывания там выпускали на свободу.
Одним из морально-психологических стрессоров для заключённых специальных психиатрических больниц было отсутствие конкретного срока заключения. Как правило, каждые полгода пациенты спецпсихбольниц подвергались переосвидетельствованию психиатрической комиссией, однако эти освидетельствования проводились сугубо формально. Каждому пациенту уделялось несколько (максимум десять) минут; за день выездная комиссия или персонал спецбольницы пропускали очень большое количество пациентов. Во многих случаях лечащий психиатр предоставлял информацию о пациентах для рассмотрения комиссией из Института им. Сербского, приезжавшей в СПБ из Москвы каждые полгода.
Н. Адлер и С. Глузман отмечают, что решение об освобождении или о переводе в более мягкие условия обычной психиатрической больницы в действительности принималось, как правило, КГБ и визировалось врачами и судом лишь формально.
Академик А. Д. Сахаров писал: «Практически во всех известных мне случаях пребывание в спецпсихбольницах было более продолжительным, чем соответствующий срок заключения по приговору». Н. Адлер, С. Глузман приводят следующую статистику: средний срок пребывания диссидентов в специальных психиатрических больницах составлял 2 года, но в некоторых случаях он достигал 20 лет. Многие диссиденты в течение своей жизни направлялись на такое «лечение» неоднократно. Часто вслед за освобождением из психиатрической больницы человека арестовывали и наказывали уже тюремно-лагерным заключением.
В большинстве специальных психиатрических больниц узники проходили путь от самого тяжёлого до самого лёгкого, «выписного» отделения. При тихом, «соглашательском» поведении заключённый мог достичь выписного отделения за период в полтора — два года. Однако достаточно было того или иного нарушения, чтобы этот путь начался для заключённого заново. Сравнительно лёгким путём освобождения из спецпсихбольницы или смягчения условий содержания являлось «раскаяние», не обязательно публичное или письменное: достаточно было выразить его в разговоре со врачом, сообщавшим о «раскаянии» узника в КГБ, и затем повторить на выписной комиссии.

#### Последствия длительного заключения для инакомыслящих
Длительное пребывание в психиатрических больницах влекло за собой стойкие психологические нарушения и социальные трудности у тех, кто оставался в живых. Согласно выводам Н. Адлер и С. Глузмана, на угнетённое психологическое состояние бывших узников (если не всех, то многих из них) оказывали влияние такие факторы, как:
- продолжение репрессий, закамуфлированных и явных;
- одиночество (и моральное, и физическое);
- материальные затруднения: бедность, отсутствие собственного жилья;
- использование властями родственников для оказания давления или для слежки;
- отсутствие в стране каких-либо реабилитационных центров для жертв пыток;
- наличие психиатрического «ярлыка» со всеми вытекающими из этого правовыми опасностями и ограничениями.

После освобождения инакомыслящие находились под постоянным надзором, осуществляемым врачами психиатрических учреждений, которые по указанию сотрудников КГБ могли повторно «госпитализировать» поднадзорных в случае «рецидива». Пребывание на диспансерном учёте препятствовало профессиональной карьере, получению образования, осуществлению юридических и общественных прав. Ещё во время пребывания в стационаре заключённых уведомляли, что этот психиатрический учёт будет фактически пожизненным.
Одной из худших являлась ситуация, при которой суд, освободивший диссидента от принудительного лечения в психбольнице, признавал его недееспособным. В этом случае бывший заключённый лишался гражданских прав (и над ним учреждалась опека).
В случае, если ВТЭК признавала бывшего узника инвалидом второй группы, ему назначалась пенсия 45 рублей в месяц; при этом практически затруднялось его трудоустройство — это лишало доступа ко многим сферам деятельности. Со временем, добившись третьей группы инвалидности, бывший заключённый мог устроиться на какую-либо работу, однако ему навсегда был закрыт доступ к работе в педагогике, к вождению автомобиля и ко многим других трудовым областям. Также он лишался возможности учиться в высших учебных заведениях.
Некоторые жертвы политических репрессий выходили из стационаров с тяжёлым физическим ущербом (вплоть до нетрудоспособности), иные ощущали себя психически сломленными, а некоторые, как, например, украинский шахтёр и правозащитник Алексей Никитин, слесарь Николай Сорокин из Ворошиловграда, погибли во время пребывании в психиатрических больницах. Так, у Николая Сорокина интенсивное применение психотропных средств в Днепропетровской СПБ привело к заболеванию почек, повлёкшему летальный исход. Журналист Борис Евдокимов, болея раком и пребывая в психиатрическом стационаре, не получал необходимого лечения. После двухлетнего заключения в психбольнице он был освобождён и в том же году умер в возрасте 56 лет. За пять месяцев до смерти Евдокимову было отказано в разрешении выехать за границу на лечение.
В ряде случаев узники после освобождения замечали у себя ранее отсутствовавшие психические симптомы невротического круга: чувство усталости, ухудшение концентрации внимания, возбудимость, вегетативные нарушения, раздражительность, ночные кошмары, временные состояния деперсонализации, острое чувство тоски. Как следует из неопубликованного доклада Ю. Л. Нуллера на IV международном симпозиуме по пыткам и медицинской профессии (Будапешт, 1991 год), аналогичные состояния деперсонализации наблюдались и у освобождённых узников сталинских лагерей.

### Другие экспертизы и освидетельствования
В 1969 году, после ареста генерала П. Г. Григоренко в Ташкенте, комиссия местных врачей под руководством профессора Ф. Ф. Детенгофа пришла к выводу: «Григоренко признаков психического заболевания не проявляет в настоящее время, как не проявлял их и в период совершения (2-я половина 1965 г. — по апрель 1969 г.) инкриминируемых ему преступлений». После этого Григоренко перевезли в Институт им. Сербского, где в результате психиатрической экспертизы его вновь (в первый раз — в Институте им. Сербского в 1964 году) признали невменяемым, а затем поместили в Черняховскую специальную психиатрическую больницу. В заключении этой психиатрической экспертизы утверждалось, что Григоренко «страдает психическим заболеванием в форме патологического (паранойяльного) развития личности с наличием идей реформаторства, возникших у личности с психопатическими чертами характера и начальными явлениями атеросклероза сосудов головного мозга».
В 1971 году молодой психиатр Семён Глузман провёл заочную судебно-психиатрическую экспертизу по делу генерала Григоренко, воспользовавшись при этом материалами уголовного дела, полученными от адвоката Григоренко Калистратовой, а также побеседовав с близкими генералу людьми. Экспертиза доказывала неправомерность диагноза, выставленного представителями официальной психиатрии. Результаты экспертизы были опубликованы в самиздате, после чего Глузман получил семь лет лагерей строгого режима и четыре года ссылки:23.
Впоследствии, находясь в США и будучи лишён советского гражданства, П. Григоренко в 1978 году обратился к известному психиатру, доктору медицины Уолтеру Райху с просьбой о проведении судебно-психиатрической экспертизы:28. Расширенная комиссия с участием известных психиатров, невролога, нейропсихолога:28, включающая президента Американской психиатрической ассоциации профессора Алана Стоуна, проведя беседу с П. Григоренко, не обнаружила у него никаких признаков психического расстройства — ни на момент обследования, ни в прошлом:28; в частности, не было найдено никаких параноидных симптомов (даже в самой слабой форме). Эти выводы были подтверждены исследованиями биометрической лаборатории Института психиатрии штата Нью-Йорк, проводившимися независимо (на материале изучения всех бесед с Григоренко, записанных на видеомагнитофон).
Проходившая в 1991—1992 годах в Ленинграде (Санкт-Петербурге) официальная посмертная судебно-психиатрическая экспертиза подтвердила бездоказательность советских экспертиз по делу Григоренко и безосновательность многолетнего «лечения» генерала в психбольницах строгого режима:23,28.
Н. Горбаневская после своей эмиграции в Париже была освидетельствована французскими психиатрами, которые пришли в результате этого освидетельствования к выводу, что она психически здорова и была помещена в психиатрическую больницу в СССР по политическим мотивам, а не медицинским показаниям.
В 1977 году на пресс-конференции во время конгресса Всемирной психиатрической ассоциации в Гонолулу известный австралийский психиатр Сидней Блох заявил, что он тщательно обследовал шесть эмигрировавших на Запад бывших пациентов советских психиатрических больниц и ни у кого из них не обнаружил ни малейшего признака психических заболеваний.
В апреле 1978 года член Королевского колледжа  психиатров (Великобритания) доктор Гарри Лоубер посетил Москву и освидетельствовал девять советских нонконформистски настроенных граждан, которые опасались, что представители власти могут госпитализировать их в психиатрические больницы против их воли (восемь человек из этих девяти ранее уже помещались недобровольно в психиатрические больницы). Г. Лоубер сделал вывод, что ни у одного из этих девяти человек не было признаков настолько выраженного психзаболевания, чтобы требовать его обязательного лечения ни в настоящий момент, ни в любой другой момент прошлого.
Психиатр Анатолий Корягин, сотрудничавший с Рабочей комиссией по расследованию использования психиатрии в политических целях правозащитной организации Московская Хельсинкская группа, на рубеже 1970—80-х годов проводил психиатрические осмотры людей, которые ранее госпитализировались в политических целях, а также тех, кто боялся, что их в ближайшее время ждёт такая же участь. А. Корягин обследовал многих жертв политической психиатрии и признал их здоровыми; его заключения стали прямым доказательством того факта, что психически здоровые люди помещались в психиатрические больницы по политическим соображениям.
Консультантом Рабочей комиссии также был Александр Волошанович, который освидетельствовал 27 человек (госпитализированных ранее либо находившихся под угрозой госпитализации) и ни в одном из случаев не нашёл оснований для насильственной изоляции от общества. Впоследствии Королевский колледж психиатров тщательно изучил отчёты Волошановича и высоко оценил их профессиональный уровень.
В 1988 году Государственный департамент США начал официальное расследование, чтобы выявить злоупотребления с политическими целями в советской психиатрии. В 1989 году делегация американских психиатров посетила Советский Союз и провела переосвидетельствование 27 подозреваемых жертв злоупотреблений, чьи фамилии были сообщены делегации различными правозащитными организациями, Хельсинкским комитетом США и Государственным департаментом США. Клиническая диагностика осуществлялась в соответствии с американскими (DSM-III-R) и международными (МКБ-10, проект) критериями:9. Процесс опроса каждого пациента длился около 4—6 часов:377. Проводились также опросы членов семей пациентов. Делегация пришла к выводу, что в 17 из 27 случаев не было никаких клинических оснований для признания пациентов невменяемыми; в 14 случаях не выявлено никаких признаков психических расстройств. Большинство из лиц, опрошенных делегацией, обвинялись в политических преступлениях, таких как антисоветская агитация и пропаганда или клевета на советское государство. Обзор всех случаев продемонстрировал высокую частоту ставившегося советскими психиатрами диагноза «шизофрения»:10 — 24 случая из 27.
Помимо этого, делегация Государственного департамента США пришла к заключению, что, хотя множество людей были госпитализированы по политическим причинам, среди них были также и те, кто действительно страдал психическими заболеваниями; однако их не следовало подвергать тому лечению, которое к ним применялось. Также делегация пришла к выводу, что систематическое использование психиатрии в политических целях не только имело место в прошлом, но и не прекратилось в СССР по состоянию на 1989 год:383.
В 1991 году Советский Союз посетила комиссия психиатров Всемирной психиатрической ассоциации, возглавляемая Дж. Бёрли. Она выявила дополнительные доказательства существования в СССР политических злоупотреблений психиатрией и широкой практики постановки неверных диагнозов. Обследовав десять пациентов, у которых советскими психиатрами ранее была диагностирована шизофрения, комиссия подтвердила этот диагноз лишь в одном случае из десяти; остальные девять пациентов, по мнению комиссии, никогда не страдали шизофренией. У пяти из этих пациентов не было обнаружено никаких признаков психических заболеваний. Шестеро пациентов, из числа обследованных комиссией, ранее были госпитализированы в психиатрические больницы специального типа, причём четверо из этих шести — по причинам, явно носящим политический характер. Трое из этих четырёх пациентов никогда, по утверждению комиссии, не были психически больны:451—452,454.
В постсоветской Украине на базе государственных архивов в течение пяти лет группа украинских экспертов в области судебной психиатрии проводила исследование политических злоупотреблений в психиатрии. В общей сложности повторно обследованы 60 человек — граждан, осуждённых за политические преступления и госпитализированных на территории УССР. По результатам этих обследований был сделан вывод, что ни один из подэкспертных не нуждался в психиатрическом лечении. Эксперты, один из которых ранее работал в КГБ, а другой — в Институте Сербского в Москве, были поражены тем фактом, что они встретили людей, которые были психически вполне здоровы, но которым ранее они сами ставили диагноз вялотекущей шизофрении.

### Рабочая комиссия Московской Хельсинкской группы
5 января 1977 года при Московской Хельсинкской группе по инициативе Александра Подрабинека была создана Рабочая комиссия по расследованию использования психиатрии в политических целях. Целями организации было выявление и обнародование сведений о случаях злоупотребления психиатрией, а также оказание помощи жертвам психиатрических репрессий.
Членами организации являлись Александр Подрабинек, Вячеслав Бахмин, Феликс Серебров, Ирина Каплун, Джемма Бабич, а впоследствии — также Ирина Гривнина и Леонард Терновский. От Московской Хельсинкской группы в комиссию входил Пётр Григоренко. В течение года после создания комиссии Ирина Каплун и Джемма Бабич вышли из её состава. Кроме того, в работе комиссии участвовали Александр Волошанович, Анатолий Корягин и Софья Каллистратова. Врач-психиатр Александр Волошанович и юрист Софья Каллистратова были консультантами комиссии. Впоследствии, с момента эмиграции Волошановича (в феврале 1980 года) консультантом Рабочей комиссии стал Анатолий Корягин.
Комиссия провела большую работу по оказанию помощи лицам, помещённым в психиатрические больницы, и членам их семей, по проверке условий содержания узников совести в психиатрических тюрьмах, по расследованию и преданию гласности многих десятков случаев необоснованного помещения инакомыслящих и верующих в психиатрические больницы. За время своего существования комиссия выпустила 22 номера «Информационного бюллетеня», в котором публиковались сведения о подобных случаях:45.
Деятельность Рабочей комиссии и опубликованная ею информация стали предметом внимания международных психиатрических и медицинских ассоциаций, явившись сдерживающим фактором для репрессивного использования психиатрии против инакомыслящих.

#### Репрессии против членов комиссии
Члены организации были подвергнуты репрессиям со стороны властей СССР, а Рабочая комиссия по расследованию использования психиатрии в политических целях прекратила своё существование 21 июля 1981 года, когда её последний член Феликс Серебров был приговорён к 5 годам лагерей и 5 годам ссылки. Другие члены организации были осуждены ранее: Александра Подрабинека приговорили к 3 годам лишения свободы (осуждён второй раз), Вячеслава Бахмина — к 3 годам лишения свободы, Леонарда Терновского — к 3 годам лишения свободы, Ирину Гривнину — к 5 годам ссылки, врача-консультанта Рабочей комиссии Анатолия Корягина — к 7 годам заключения в лагерях и 5 годам последующей ссылки.
В то время как Корягин находился в заключении, Генеральная Ассамблея Всемирной психиатрической ассоциации приняла резолюцию о присвоении ему статуса персонального почётного члена Всемирной психиатрической ассоциации за «проявление в борьбе с извращённым использованием психиатрии в немедицинских целях профессиональной сознательности, мужества и преданности долгу»:17. Американская психиатрическая ассоциация присвоила Анатолию Корягину статус почётного члена, а Королевский колледж психиатров, также присвоивший ему статус члена, направил Юрию Андропову письмо c просьбой об освобождении Корягина. В 1983 году Американская ассоциация по развитию науки удостоила его премии научной свободы и ответственности. В конечном счёте Корягин был освобождён 19 февраля 1987 года.

### Осуждение политических злоупотреблений мировым психиатрическим сообществом
Информация об использовании Советским Союзом психиатрии в политических целях стала известна на Западе в 1960-х годах. Политическое злоупотребление психиатрией в СССР неоднократно обличалось на конгрессах Всемирной психиатрической ассоциации (ВПА) — в Мехико (1971), Гонолулу (1977), Вене (1983) и Афинах (1989).
В 1971 году западным психиатрам были предоставлен 150-страничный документ, свидетельствующий о злоупотреблениях психиатрией в политических целях и сопровождавшийся письмом В. Буковского с просьбой к западным врачам изучить шесть случаев, описанных в документе (в копиях судебно-психиатрических заключений на П. Григоренко, В. Файнберга, Н. Горбаневской, В. Борисова, И. Яхимовича и в выдержке заключения на В. Кузнецова). На основании данного документа группа британских психиатров сделала вывод, что диагнозы этим шести диссидентам выставлялись исключительно по политическим мотивам. Однако на конгрессе в Мехико обсуждение не состоялось, просьбы Буковского были проигнорированы, поскольку советское психиатрическое общество пригрозило выйти из ВПА. Впоследствии Буковский был приговорён советскими властями к 7 годам лагерей и 5 годам ссылки.
В период между конгрессом в Мехико и следующим конгрессом ВПА всё большее количество задокументированной информации о злоупотреблениях достигало западных стран и всё большее число национальных психиатрических ассоциаций выражало свою обеспокоенность этим вопросом. Но вплоть до следующего конгресса Всемирная психиатрическая ассоциация предоставленные доказательства отказывалась рассматривать и продолжала укреплять дружеские отношения с советскими психиатрами.
На состоявшемся в 1977 году в американском городе Гонолулу (столица штата Гавайи) VI конгрессе Всемирной психиатрической ассоциации Генеральная ассамблея ВПА приняла резолюцию, осуждающую злоупотребления психиатрией в СССР:
Всемирная психиатрическая ассоциация обращает внимание на злоупотребления психиатрией в политических целях и осуждает такие злоупотребления, в каких бы странах их ни совершали. Данная Ассоциация призывает профессиональные объединения психиатров тех стран, в которых практикуются злоупотребления психиатрией, осудить подобные явления и полностью их ликвидировать. Всемирная психиатрическая ассоциация вносит эту резолюцию прежде всего с учётом весомых свидетельств систематических злоупотреблений психиатрией в политических целях в Советском Союзе:330.
За неделю до принятия данной резолюции Всемирная федерация психического здоровья обозначила аналогичную собственную позицию и обратилась с ней к ВПА.
Также на VI конгрессе Всемирной психиатрической ассоциации было принято решение создать в рамках ассоциации Комитет по расследованию случаев злоупотребления психиатрией (англ. WPA Committee to Review the Abuse of Psychiatry). Согласно своей компетенции, он должен расследовать любые заявленные случаи злоупотреблений в психиатрии. Этот комитет действует до настоящего времени. Кроме того, была принята Гавайская декларация (англ. The Declaration of Hawaii) — первый документ с изложением ряда основных этических норм, касающихся деятельности психиатров во всех странах.
Советская сторона долгое время не отвечала на запросы Комитета, касавшиеся тех или иных случаев злоупотреблений, отрицала факты злоупотреблений и отказывала иностранным наблюдателям посещать советские психиатрические больницы и встречаться с заключёнными. В августе 1982 года правление Американской психиатрической ассоциации разослало всем национальным обществам психиатров, входящим во Всемирную психиатрическую ассоциацию, письмо с принятой резолюцией:
…в случае, если Всесоюзное научное общество невропатологов и психиатров до 1 апреля 1983 года не отреагирует соответствующим образом на все запросы, исходящие от ВПА относительно злоупотреблений психиатрией в этой стране, ВНО должно быть временно лишено членства в ВПА до тех пор, пока эти злоупотребления не прекратятся.
В письме также сообщалось, что американская делегация на заседании Комиссии по правам человека ООН (запланированном на февраль 1983 года в Женеве) собирается внести на рассмотрение Комиссии проект резолюции, осуждающей практику использования психиатрии в политических целях. В этой связи руководителям национальных обществ психиатров в случаях, если они поддерживают позицию США, рекомендовалось направлять соответствующие предложения в министерства иностранных дел, членам делегаций их стран в Комиссии по правам человека ООН, в международный отдел Американской психиатрической ассоциации и Комитет, занимающийся вопросами злоупотребления психиатрией в международном аспекте.
Наряду с Американской психиатрической ассоциацией, Королевский колледж психиатров Великобритании тоже принял резолюцию, призывавшую Генеральную ассамблею Всемирной психиатрической ассоциации лишить Всесоюзное научное общество невропатологов и психиатров СССР членства в ВПА за «невыполнение решений предыдущего конгресса и игнорирование запросов, исходящих от организаций». Сходная резолюция была принята и Датским обществом психиатров.
Национальные ассоциации пришли ко мнению, что 10 лет скрытой дипломатии, частных разговоров с представителями советской официальной психиатрии и сдержанных общественных протестов не отразились на масштабе советских злоупотреблений в психиатрии и что этот подход не принёс успеха.

В январе 1983 года количество ассоциаций-членов Всемирной психиатрической ассоциации, проголосовавших за бессрочное или временное исключение из неё Всесоюзного научного общества, возросло до девяти. Так как эти ассоциации обладали половиной голосов в руководящем органе ВПА, представители СССР были уже почти уверены в том, что будут исключены из неё при голосовании в июле:44. Поэтому, чтобы не потерять свою репутацию окончательно, в 1983 году, накануне VII конгресса ВПА в Австрии, Всесоюзное научное общество невропатологов и психиатров добровольно вышло из Всемирной психиатрической ассоциации. Мотивы такого решения советской стороны поясняются в записке председателя КГБ СССР Виталия Федорчука и министра здравоохранения СССР Сергея Буренкова в ЦК КПСС «О подготовке специальными службами противника новой антисоветской акции в связи с предстоящим в 1983 году Всемирным Конгрессом психиатров в Австрии»:
По полученным КГБ СССР данным, руководителями австрийского оргкомитета по подготовке VII Всемирного конгресса психиатров считают вопрос об исключении СССР из ВПА решённым, так как, по заявлению профессора Гофмана — члена оргкомитета, он «окончательно подготовлен к реализации».
С учётом складывающейся обстановки считали бы целесообразным рассмотреть вопрос о выходе ВНО невропатологов и психиатров из ВПА и об игнорировании его участия в VII Всемирном конгрессе психиатров в Австрии.
В ответ на демарш СССР, на состоявшемся конгрессе ВПА была принята резолюция, в которой говорилось:
Всемирная психиатрическая ассоциация будет приветствовать возвращение Всесоюзного общества невропатологов и психиатров СССР в состав ассоциации, но ожидать искреннего сотрудничества и заранее предоставленного конкретного доказательства исправления политического злоупотребления психиатрией в СССР.
Отношения российской психиатрии с западной наладились только в годы перестройки. В это время в прессе активно публиковались свидетельства жертв психиатрических злоупотреблений. Направляя свою делегацию на афинский конгресс ВПА в 1989 году, Советский Союз согласился признать, что систематические злоупотребления психиатрией в политических целях действительно имели место, а также согласился прекратить эти злоупотребления и реабилитировать пострадавших. Существование в советской психиатрии «злоупотреблений по причинам немедицинского, в том числе и политического, характера» было официально признано в «Заявлении» Всесоюзного научного общества на афинском конгрессе:433:129.
В 1989 году на конгрессе ВПА в Афинах Всесоюзное научное общество было снова принято в международное психиатрическое сообщество. Тогда же членом ВПА стала Независимая психиатрическая ассоциация России — в противовес Всесоюзному научному обществу и по причине глубокой неудовлетворённости Всемирной психиатрической ассоциации состоянием дел в официальной советской психиатрии.
Принимая Всесоюзное научное общество в свои ряды, Всемирная психиатрическая ассоциация обязала его выполнить несколько важнейших условий:
1. Публично признавать имевшие в Советском Союзе место злоупотребления психиатрией в политических целях.
2. Реабилитировать пострадавших от карательной психиатрии.
3. Принять закон о психиатрической помощи и гарантиях прав граждан при её оказании.
4. Не чинить препятствий процедурам инспекционной деятельности ВПА в СССР.
5. Обновить руководство официальной советской психиатрии[27].

Во исполнение данных условий 2 июля 1992 года в России был принят Закон о психиатрической помощи (№ 3185-1), вступивший в силу 1 января 1993 года, признано использование психиатрии в политических целях и реабилитирована часть пострадавших. Согласно Закону РСФСР от 18 октября 1991 года «О реабилитации жертв политических репрессий», лица, по политическим мотивам необоснованно помещённые в психиатрические учреждения на принудительное лечение, подлежат реабилитации и пользуются льготами, установленными для всех категорий граждан, признанных жертвами политических репрессий. Согласно утверждённому 16 марта 1992 года Положению о порядке выплаты денежной компенсации лицам, реабилитированным в соответствии с Законом РСФСР «О реабилитации жертв политических репрессий», этим гражданам должна выплачиваться денежная компенсация. Тем самым государство признало факты использования психиатрии в политических целях.
Посетившая в 1991 году СССР комиссия психиатров Всемирной психиатрической ассоциации под председательством президента Британской психиатрической ассоциации профессора Дж. Бёрли сделала вывод, что в стране ещё не произошли необратимые изменения, которые полностью бы обеспечивали защиту от необоснованных посягательств на права человека. Руководители советской психиатрии не собирались серьёзно реформировать систему психиатрической помощи, и по этой причине ВПА решила в 1992 году изгнать Всесоюзное общество психиатров из своих рядов. Однако из-за распада СССР его стало невозможно подвергнуть остракизму, и вместо Всесоюзного общества психиатров в ВПА было принято Российское общество психиатров.
Попытки людей, подвергшихся злоупотреблению в психиатрии, необоснованно лишённых своих прав, добиться реабилитации, возмещения морального и материального ущерба сталкивались с нежеланием органов прокуратуры и судов рассматривать такие дела.
Вопросы о привлечении к ответственности лиц, игравших непосредственную роль в злоупотреблении психиатрией в СССР, были проигнорированы; напротив, многие из них продолжали руководить советской психиатрией и представлять её за границей. Ни один Всероссийский съезд психиатров не выступил перед общественностью с заявлением об ответственности советских руководителей психиатрии за злоупотребления, за бесчеловечные условия содержания людей в психиатрических учреждениях. В начале 1990-х годов директор Центра Сербского Татьяна Дмитриева принесла слова покаяния за беспрецедентное по масштабам использование психиатрии в политических целях в СССР, которое совершалось для дискредитации, запугивания и подавления правозащитного движения и осуществлялось прежде всего именно в Центре Сербского. Однако впоследствии, в 2001 году в своей книге «Альянс права и милосердия» Дмитриева писала, что если в СССР и были злоупотребления в психиатрии, то не больше, чем в западных странах.
Злоупотребление психиатрией в СССР оказало сильное влияние на формирование и радикализацию антипсихиатрического движения на Западе. По словам Юрия Савенко, ничто не послужило антипсихиатрии больше, чем происходившие в 1960—80-х годах психиатрические репрессии в Советском Союзе, так как практика советских злоупотреблений психиатрией оказалась особенно широкомасштабной и получила наибольшую огласку. Вопрос о политических злоупотреблениях психиатрией в СССР сильно повлиял и на всю мировую психиатрию, в том числе на Всемирную психиатрическую ассоциацию. Этот вопрос вызвал обширные дискуссии по вопросам медицинской этики и профессиональной ответственности врачей, повлияв на Гавайскую декларацию и на принятие этических кодексов многими национальными психиатрическими ассоциациями:475.

### Масштабы политического злоупотребления психиатрией
Существуют различные данные и высказываются разные оценки относительно масштабов использования психиатрии в политических целях.
Так, в 1994—1995 годах комиссия московских врачей-психиатров посетила психиатрические больницы специального типа системы МВД в Черняховске, Санкт-Петербурге, Казани, Орле и Сычёвке, где смогла ознакомиться с картотекой пациентов и изучить некоторые истории болезни. В распоряжение комиссии обществом «Мемориал» были предоставлены списки лиц, находившихся в этих больницах на принудительном лечении в связи с обвинением по «политическим статьям» УК. Оказалось, что количество пациентов, подвергавшихся принудительному лечению по политическим мотивам, превышало данные «Мемориала» в десятки раз: оно составляло более 2000 человек:29—30.
Большое количество случаев политического злоупотребления психиатрией хорошо задокументированы. В частности, С. Блох и П. Реддауэй в книге «Soviet Psychiatric Abuse» приводят задокументированные данные о 500 таких случаев. По мнению Реддауэя, они составляют не более 5 процентов от числа всех случаев политических злоупотреблений психиатрией на протяжении двух десятков лет.
Историк-архивист А. Прокопенко отмечает:
…благодаря настойчивости группы врачей Независимой ассоциации психиатров России, сумевших ознакомиться с медицинскими архивами бывших Ленинградской, Орловской, Сычёвской и Черняховской тюремных психиатрических больниц МВД СССР и заполучивших копии учётных карточек заключённых по форме № 1 МВД СССР, можно достоверно поимённо назвать лишь одну тысячу семьсот восемьдесят девять советских и иностранных граждан, осуждённых за антисоветскую пропаганду и деятельность, признанных невменяемыми и отправленных на принудительное лечение в «психушки» МВД СССР.
Он также предполагает, что «некоторые расчёты позволяют с достаточной долей осторожности вести речь о 15—20 тысячах политических заключённых психиатрических больниц МВД СССР» и что, по-видимому, гораздо больше (вероятно, сотни тысяч) людей явились жертвами злоупотреблений психиатрией, будучи не политическими инакомыслящими, но став жертвами злоупотреблений из-за конфликтов с чиновниками — казнокрадами, мздоимцами, бюрократами и т. п.
Правозащитная организация Freedom House произвела тщательное изучение данных о 1110 политических узниках, 215 из которых были заключены в психиатрические учреждения. Согласно выводам организации, реальное количество политических заключённых (и, соответственно, тех из них, кто стал жертвами злоупотреблений психиатрией) было примерно в 10 раз выше.
Президент Ассоциации психиатров Украины С. Глузман пишет:
Точной статистики… злоупотреблений психиатрией в политических целях не существует. Сведения, предоставляемые украинскому обществу архивным управлением Службы безопасности Украины, касаются исключительно тех граждан, которые прошли через судебные процедуры. Намного большее число людей было подвергнуто так называемым внесудебным психиатрическим репрессиям…
Анатолий Собчак в своём предисловии к одной из книг о карательной психиатрии даёт следующую оценку масштабам:
О масштабности применения методов репрессивной психиатрии в СССР говорят неумолимые цифры и факты. По итогам работы комиссии высшего партийного руководства во главе с А. Н. Косыгиным в 1978 году было решено к имевшимся построить дополнительно ещё 80 психиатрических больниц и 8 специальных. Их строительство должно было быть завершено к 1990 году. Строились они в Красноярске, Хабаровске, Кемерово, Куйбышеве, Новосибирске и других местах Советского Союза. В ходе изменений, происходивших в стране в 1988 году, в ведение Минздрава из системы МВД передали 5 тюремных больниц, а 5 ликвидировали. Началось поспешное заметание следов через массовую реабилитацию пациентов, частью — психически искалеченных (только в тот год с учёта сняли 800 000 пациентов). Только в Ленинграде в 1991—1992 годы было реабилитировано 60 000 человек.
Согласно данным, опубликованным Международным обществом прав человека в «Белой книге России», в целом по стране жертвами злоупотреблений психиатрией стали порядка 2 000 000 человек. Начиная с 1988 года их начали постепенно выписывать из психиатрических больниц и снимать с психиатрического учёта в психоневрологических диспансерах по инициативе международной общественности и Всемирной психиатрической ассоциации.
В 1988—1989 году, по требованию западных психиатров и по одному из условий принятия советских психиатров во Всемирную психиатрическую ассоциацию, около двух миллионов человек было снято c психиатрического учёта.
По оценке ван Ворена, в Советском Союзе были помещены в психиатрические больницы около трети политических заключённых. Со ссылкой на доступные данные ван Ворен делает вывод о том, что тысячи инакомыслящих были госпитализированы по политическим мотивам. Он отмечает также, что «тысячи жертв этих политических злоупотреблений составляли лишь вершину айсберга из миллионов советских граждан, которые явились жертвами тоталитарной советской психиатрии», и указывает на тяжёлые условия пребывания людей с психическими нарушениями в психоневрологических интернатах и психиатрических больницах, а также на массовые нарушения прав пациентов в этих учреждениях. Те же проблемы, по утверждению Ван Ворена, имеют место и в постсоветское время.

### Попытки оправдания карательной психиатрии
В советское и постсоветское время использовались различные объяснения для того, чтобы оправдать или отрицать практики карательной психиатрии. В советский период участвовавшие в репрессиях психиатры иногда утверждали, что они таким образом спасают диссидентов от лагерей и тюрем. Однако, по словам правозащитника Подрабинека, это не соответствовало действительности, потому что сами диссиденты предпочитали тюремное заключение насильственному помещению в психиатрическую больницу. Принудительная госпитализация в психиатрическую больницу, в отличие от тюремного заключения, не имела установленного срока, а условия содержания там подразумевали использование психотропных препаратов, возможна была физическая фиксация и избиения. В частности, диссидент Олег Радзинский говорил, что боялся попасть в спецпсихбольницу и надеялся на обычное лишение свободы:
И там было страшно, потому что нет ничего, на мой взгляд, страшнее, чем если тебя признают невменяемым — потому что тогда тебя отправят в спецпсихбольницу, где нет срока. В лагере, в ссылке тебе дают срок: ты отсидел, вышел или тебе добавили. Но там ты как бы понимаешь конечность наказания, и там у тебя есть какие-то права. В психиатрии нет сроков — когда ты «вылечишься», решают врачи.
Уже после распада СССР действия психиатров пытались объяснить их низким профессионализмом, слабым качеством образования. Согласно этому предположению, действия психиатров были следствием ошибок, а не злого умысла; они искренне ошибались и были уверены, что критика советского строя является явным признаком психического расстройства. Однако этой версии противоречит тот факт, что, по свидетельствам диссидентов, психиатры в частных беседах признавались, что не видят у них признаков психической болезни, к тому же психиатры порой могли сразу признать «вылечившимся» и выписать человека, который согласился сотрудничать со спецслужбами .
Встречается и полное отрицание систематической и массовой практики карательной психиатрии в СССР. Так, в книге В. П. Гиндина «Психиатрия: мифы и реальность» утверждается, что все или практически все, кто попал в спецпсихбольницы по политическим причинам, действительно имели психические расстройства, не исключавшие наличия у них некоторой интеллектуальной и творческой одарённости, способности нестандартно мыслить, критического отношения к советской власти.

### Воспоминания бывших узников
- Абовин-Егидес П. М. Паралогизмы полицейской психиатрии и их соотношение с медицинской этикой
- Белов Ю. С. Размышления не только о Сычёвке
- Ветохин Ю. А. Склонен к побегу
- Буковский В. К. «И возвращается ветер…»
- Горбаневская Н. Е. «Полдень: Дело о демонстрации 25 августа 1968 года на Красной площади»
- Григоренко П. Г. В подполье можно встретить только крыс…
- Григоренко П. Г. Мысли сумасшедшего: Избранные письма и выступления
- К 65-летию Иосифа Бродского // Независимый психиатрический журнал. — 2005. — Вып. 4.
- Кукобака М. И. Заметки о Сычёвской психбольнице
- Мальцев Ю. В. Репортаж из сумасшедшего дома
- Медведев Ж. А., Медведев Р. А. Кто сумасшедший?
- Некипелов В. А. Институт дураков
- Николаев Е. Б. Предавшие Гиппократа
- Новодворская В. И. Над пропастью во лжи
- Плющ Л. И. На карнавале истории
- Потылицын С. А. Ум и безумие
- Рафальский В. П. Репортаж из ниоткуда
- Стефанович Е. В. Дурдом
- Тарсис В. Я. Палата № 7
- Что было: свидетельствует Наталья Горбаневская. Интервью Валерия Абрамкина
- Шатравка А. И. Побег из рая
- Шиманов Г. М. Записки из красного дома